# 과들루프 축구 국가대표팀
과들루프 축구 국가대표팀(영어: Sélection de la Guadeloupe de football)은 프랑스의 해외 영토중 하나인 과들루프의 축구팀으로 프랑스 축구 협회의 지부 중 하나인 과들루프 축구 리그에서 관리한다. 1934년 마르티니크와의 국제 경기 데뷔전을 치러 0-6으로 대패했으며 현재 스타드 르네 세르주 나바조트를 홈 구장으로 사용하고 있다.

## 개요
프랑스 축구 협회의 일부분이며 FIFA 비회원국이므로 FIFA 주관 대회에는 참가하지 않지만 북중미카리브 축구 연맹의 회원이므로 CONCACAF가 주관하는 대회에는 참가할 수 있다.

## 국제 대회 경력

### CONCACAF 골드컵
골드컵 본선에는 3번 출전하여 이 중 처음으로 출전한 2007년 대회에서 4강에 오르는 돌풍을 일으켰고 다음 대회인 2009년 대회에서는 8강에 이름을 올렸다.

### CONCACAF 네이션스리그

#### 2019-20년 리그 C
2019-20년 CONCACAF 네이션스리그 예선 23위로 리그 C에 편입된 과들루프는 신트마르턴, 터크스 케이커스 제도와 함께 D조에 편성되어 4전 전승·조 1위로 차기 시즌 리그 B 승격 및 2021년 CONCACAF 골드컵 예선 1라운드 진출을 확정지었다. 

#### 2022-23년 리그 B
2022-23 시즌 리그 B에서 바베이도스, 앤티가 바부다, 쿠바와 함께 A조에 편성되어 6경기 3승 3패·조 2위로 앤티가 바부다와 함께 2023년 CONCACAF 골드컵 예선에 진출했다.

#### 2023-24년 리그 B
2023-24 시즌 리그 B에서 세인트루시아, 세인트키츠 네비스, 신트마르턴과 함께 A조에 편성되어 6경기 5승 1패·조 1위로 차기 시즌 리그 A 승격에 성공했다.

### 카리브컵
카리브컵 본선에는 7번 출전하여 2010년 대회에서 준우승을 차지하는 등 7번의 대회 중 4번의 대회에서 4강 이상의 성적을 기록했다.

## 기타 국제 대회 경력
루트르메컵에는 3번 출전하여 3번의 대회에서 모두 3위에 입상했고 CFU 챔피언십에는 2번 출전하여 2번의 대회에서 모두 3위에 올랐지만 그 당시 결선리그에 참가했던 팀은 단 4팀밖에 없었기 때문에 CFU 챔피언십에서의 이 기록들은 사실상 무의미하다.

## CONCACAF 골드컵
| 북중미 골드컵 기록 | 북중미 골드컵 기록                 | 북중미 골드컵 기록                 | 북중미 골드컵 기록                 | 북중미 골드컵 기록                 | 북중미 골드컵 기록                 | 북중미 골드컵 기록                 | 북중미 골드컵 기록                 | 북중미 골드컵 기록                 | 북중미 골드컵 기록                 |
| 년도               | 결과                               | 순위                               | 경기                               | 승                                 | 무*                                | 패                                 | 득점                               | 실점                               | 승점                               |
| ------------------ | ---------------------------------- | ---------------------------------- | ---------------------------------- | ---------------------------------- | ---------------------------------- | ---------------------------------- | ---------------------------------- | ---------------------------------- | ---------------------------------- |
| 1963년             | 비회원국                           | 비회원국                           | 비회원국                           | 비회원국                           | 비회원국                           | 비회원국                           | 비회원국                           | 비회원국                           | 비회원국                           |
| 1965년             | 비회원국                           | 비회원국                           | 비회원국                           | 비회원국                           | 비회원국                           | 비회원국                           | 비회원국                           | 비회원국                           | 비회원국                           |
| 1967년             | 비회원국                           | 비회원국                           | 비회원국                           | 비회원국                           | 비회원국                           | 비회원국                           | 비회원국                           | 비회원국                           | 비회원국                           |
| 1969년             | 비회원국                           | 비회원국                           | 비회원국                           | 비회원국                           | 비회원국                           | 비회원국                           | 비회원국                           | 비회원국                           | 비회원국                           |
| 1971년             | 비회원국                           | 비회원국                           | 비회원국                           | 비회원국                           | 비회원국                           | 비회원국                           | 비회원국                           | 비회원국                           | 비회원국                           |
| 1973년             | 비회원국                           | 비회원국                           | 비회원국                           | 비회원국                           | 비회원국                           | 비회원국                           | 비회원국                           | 비회원국                           | 비회원국                           |
| 1977년             | 비회원국                           | 비회원국                           | 비회원국                           | 비회원국                           | 비회원국                           | 비회원국                           | 비회원국                           | 비회원국                           | 비회원국                           |
| 1981년             | 비회원국                           | 비회원국                           | 비회원국                           | 비회원국                           | 비회원국                           | 비회원국                           | 비회원국                           | 비회원국                           | 비회원국                           |
| 1985년             | 비회원국                           | 비회원국                           | 비회원국                           | 비회원국                           | 비회원국                           | 비회원국                           | 비회원국                           | 비회원국                           | 비회원국                           |
| 1989년             | 비회원국                           | 비회원국                           | 비회원국                           | 비회원국                           | 비회원국                           | 비회원국                           | 비회원국                           | 비회원국                           | 비회원국                           |
| 1991년             | 예선 탈락                          | 예선 탈락                          | 예선 탈락                          | 예선 탈락                          | 예선 탈락                          | 예선 탈락                          | 예선 탈락                          | 예선 탈락                          | 예선 탈락                          |
| 1993년             | 예선 탈락                          | 예선 탈락                          | 예선 탈락                          | 예선 탈락                          | 예선 탈락                          | 예선 탈락                          | 예선 탈락                          | 예선 탈락                          | 예선 탈락                          |
| 1996년             | 예선 탈락                          | 예선 탈락                          | 예선 탈락                          | 예선 탈락                          | 예선 탈락                          | 예선 탈락                          | 예선 탈락                          | 예선 탈락                          | 예선 탈락                          |
| 1998년             | 불참                               | 불참                               | 불참                               | 불참                               | 불참                               | 불참                               | 불참                               | 불참                               | 불참                               |
| 2000년             | 예선 탈락                          | 예선 탈락                          | 예선 탈락                          | 예선 탈락                          | 예선 탈락                          | 예선 탈락                          | 예선 탈락                          | 예선 탈락                          | 예선 탈락                          |
| 2002년             | 예선 탈락                          | 예선 탈락                          | 예선 탈락                          | 예선 탈락                          | 예선 탈락                          | 예선 탈락                          | 예선 탈락                          | 예선 탈락                          | 예선 탈락                          |
| 2003년             | 예선 탈락                          | 예선 탈락                          | 예선 탈락                          | 예선 탈락                          | 예선 탈락                          | 예선 탈락                          | 예선 탈락                          | 예선 탈락                          | 예선 탈락                          |
| 2005년             | 예선 탈락                          | 예선 탈락                          | 예선 탈락                          | 예선 탈락                          | 예선 탈락                          | 예선 탈락                          | 예선 탈락                          | 예선 탈락                          | 예선 탈락                          |
| 2007년             | 4강                                | 4위                                | 5                                  | 2                                  | 1                                  | 2                                  | 5                                  | 5                                  | 7                                  |
| 2009년             | 8강                                | 6위                                | 4                                  | 2                                  | 0                                  | 2                                  | 5                                  | 8                                  | 6                                  |
| 2011년             | 조별리그                           | 10위                               | 3                                  | 0                                  | 0                                  | 3                                  | 2                                  | 5                                  | 0                                  |
| 2013년             | 예선 탈락                          | 예선 탈락                          | 예선 탈락                          | 예선 탈락                          | 예선 탈락                          | 예선 탈락                          | 예선 탈락                          | 예선 탈락                          | 예선 탈락                          |
| 2015년             | 예선 탈락                          | 예선 탈락                          | 예선 탈락                          | 예선 탈락                          | 예선 탈락                          | 예선 탈락                          | 예선 탈락                          | 예선 탈락                          | 예선 탈락                          |
| 2017년             | 예선 탈락                          | 예선 탈락                          | 예선 탈락                          | 예선 탈락                          | 예선 탈락                          | 예선 탈락                          | 예선 탈락                          | 예선 탈락                          | 예선 탈락                          |
| 2019년             | 예선 탈락                          | 예선 탈락                          | 예선 탈락                          | 예선 탈락                          | 예선 탈락                          | 예선 탈락                          | 예선 탈락                          | 예선 탈락                          | 예선 탈락                          |
| 합계               | 3회 진출(3/15)                     | 4강(1회)                           | 12                                 | 4                                  | 1                                  | 7                                  | 12                                 | 18                                 | 13                                 |
| 순위               | CONCACAF 북중미 골드컵 순위 : 16위 | CONCACAF 북중미 골드컵 순위 : 16위 | CONCACAF 북중미 골드컵 순위 : 16위 | CONCACAF 북중미 골드컵 순위 : 16위 | CONCACAF 북중미 골드컵 순위 : 16위 | CONCACAF 북중미 골드컵 순위 : 16위 | CONCACAF 북중미 골드컵 순위 : 16위 | CONCACAF 북중미 골드컵 순위 : 16위 | CONCACAF 북중미 골드컵 순위 : 16위 |

### CONCACAF 골드컵(예선)
| 1963년 | 비회원국 | 비회원국 | 비회원국 | 비회원국 | 비회원국 | 비회원국 | 비회원국 |      |      |
| 1965년 | 비회원국 | 비회원국 | 비회원국 | 비회원국 | 비회원국 | 비회원국 | 비회원국 |      |      |
| 1967년 | 비회원국 | 비회원국 | 비회원국 | 비회원국 | 비회원국 | 비회원국 | 비회원국 |      |      |
| 1969년 | 비회원국 | 비회원국 | 비회원국 | 비회원국 | 비회원국 | 비회원국 | 비회원국 |      |      |
| 1971년 | 비회원국 | 비회원국 | 비회원국 | 비회원국 | 비회원국 | 비회원국 | 비회원국 |      |      |
| 1973년 | 비회원국 | 비회원국 | 비회원국 | 비회원국 | 비회원국 | 비회원국 | 비회원국 |      |      |
| 1977년 | 비회원국 | 비회원국 | 비회원국 | 비회원국 | 비회원국 | 비회원국 | 비회원국 |      |      |
| 1981년 | 비회원국 | 비회원국 | 비회원국 | 비회원국 | 비회원국 | 비회원국 | 비회원국 |      |      |
| 1985년 | 비회원국 | 비회원국 | 비회원국 | 비회원국 | 비회원국 | 비회원국 | 비회원국 |      |      |
| 1989년 | 비회원국 | 비회원국 | 비회원국 | 비회원국 | 비회원국 | 비회원국 | 비회원국 |      |      |
| 1991년 | 2        | 1        | 0        | 1        | 2        | 3        | 3        |      |      |
| 1993년 | 2        | 0        | 0        | 2        | 2        | 6        | 0        |      |      |
| 1996년 | 3        | 1        | 1        | 1        | 5        | 5        | 4        |      |      |
| 1998년 | 불참     | 불참     | 불참     | 불참     | 불참     | 불참     | 불참     | 불참 | 불참 |
| 2000년 | 3        | 1        | 1        | 1        | 5        | 3        | 4        |      |      |
| 2002년 | 3        | 1        | 0        | 2        | 13       | 5        | 3        |      |      |
| 2003년 | 8        | 5        | 0        | 3        | 16       | 10       | 15       |      |      |
| 2005년 | 3        | 1        | 1        | 1        | 7        | 1        | 4        |      |      |
| 2007년 | 11       | 7        | 0        | 4        | 22       | 14       | 21       |      |      |
| 2009년 | 8        | 4        | 2        | 2        | 18       | 11       | 14       |      |      |
| 2011년 | 8        | 5        | 2        | 1        | 13       | 8        | 17       |      |      |
| 2013년 | 3        | 1        | 1        | 1        | 7        | 6        | 4        |      |      |
| 2015년 | 3        | 1        | 0        | 2        | 4        | 4        | 3        |      |      |
| 2017년 | 4        | 1        | 1        | 2        | 4        | 6        | 4        |      |      |
| 2019년 | 4        | 1        | 1        | 2        | 3        | 7        | 4        |      |      |
| 합계   | 61       | 29       | 9        | 23       | 118      | 82       | 96       |      |      |

## 카리브컵
| 카리브컵 기록 | 카리브컵 기록  | 카리브컵 기록 | 카리브컵 기록 | 카리브컵 기록 | 카리브컵 기록 | 카리브컵 기록 | 카리브컵 기록 | 카리브컵 기록 | 카리브컵 기록 |
| 년도          | 결과           | 순위          | 경기          | 승            | 무*           | 패            | 득점          | 실점          | 승점          |
| ------------- | -------------- | ------------- | ------------- | ------------- | ------------- | ------------- | ------------- | ------------- | ------------- |
| 1989년        | 조별리그       | 3위           | 2             | 1             | 0             | 1             | 2             | 1             | 3             |
| 1990년        | 예선 탈락      | 예선 탈락     | 예선 탈락     | 예선 탈락     | 예선 탈락     | 예선 탈락     | 예선 탈락     | 예선 탈락     | 예선 탈락     |
| 1991년        | 예선 탈락      | 예선 탈락     | 예선 탈락     | 예선 탈락     | 예선 탈락     | 예선 탈락     | 예선 탈락     | 예선 탈락     | 예선 탈락     |
| 1992년        | 조별리그       | 5위           | 3             | 1             | 0             | 2             | 1             | 3             | 3             |
| 1993년        | 예선 탈락      | 예선 탈락     | 예선 탈락     | 예선 탈락     | 예선 탈락     | 예선 탈락     | 예선 탈락     | 예선 탈락     | 예선 탈락     |
| 1994년        | 4강            | 3위           | 5             | 2             | 2             | 1             | 11            | 6             | 8             |
| 1995년        | 예선 탈락      | 예선 탈락     | 예선 탈락     | 예선 탈락     | 예선 탈락     | 예선 탈락     | 예선 탈락     | 예선 탈락     | 예선 탈락     |
| 1996년        | 불참           | 불참          | 불참          | 불참          | 불참          | 불참          | 불참          | 불참          | 불참          |
| 1997년        | 불참           | 불참          | 불참          | 불참          | 불참          | 불참          | 불참          | 불참          | 불참          |
| 1998년        | 예선 탈락      | 예선 탈락     | 예선 탈락     | 예선 탈락     | 예선 탈락     | 예선 탈락     | 예선 탈락     | 예선 탈락     | 예선 탈락     |
| 1999년        | 조별리그       | 7위           | 3             | 0             | 0             | 3             | 4             | 10            | 0             |
| 2001년        | 예선 탈락      | 예선 탈락     | 예선 탈락     | 예선 탈락     | 예선 탈락     | 예선 탈락     | 예선 탈락     | 예선 탈락     | 예선 탈락     |
| 2005년        | 예선 탈락      | 예선 탈락     | 예선 탈락     | 예선 탈락     | 예선 탈락     | 예선 탈락     | 예선 탈락     | 예선 탈락     | 예선 탈락     |
| 2007년        | 4강            | 4위           | 5             | 2             | 0             | 3             | 8             | 10            | 6             |
| 2008년        | 4강            | 3위           | 5             | 1             | 2             | 2             | 6             | 8             | 5             |
| 2010년        | 준우승         | 2위           | 5             | 2             | 2             | 1             | 5             | 5             | 8             |
| 2012년        | 예선 탈락      | 예선 탈락     | 예선 탈락     | 예선 탈락     | 예선 탈락     | 예선 탈락     | 예선 탈락     | 예선 탈락     | 예선 탈락     |
| 2014년        | 예선 탈락      | 예선 탈락     | 예선 탈락     | 예선 탈락     | 예선 탈락     | 예선 탈락     | 예선 탈락     | 예선 탈락     | 예선 탈락     |
| 2017년        | 예선 탈락      | 예선 탈락     | 예선 탈락     | 예선 탈락     | 예선 탈락     | 예선 탈락     | 예선 탈락     | 예선 탈락     | 예선 탈락     |
| 합계          | 7회 진출(7/19) | 준우승(1회)   | 28            | 9             | 6             | 13            | 37            | 43            | 33            |

## 주요 선수
- 리비오 나바브
- 지예스 당
- 에디 비아토르
- 미카엘 타칼프레드
- 미카엘 알퐁스
- 클라우디오 보뷔

## 역대 감독
| 감독            | 임기   |
| --------------- | ------ |
| 조슬랭 앙글로마 | 2017 ~ |